# Taeniodera batillifera
Taeniodera batillifera är en skalbaggsart som beskrevs av Thierry Bourgoin 1914. Taeniodera batillifera ingår i släktet Taeniodera och familjen Cetoniidae. Inga underarter finns listade i Catalogue of Life.